# Mistral (Plus belle la vie)
Pour le quartier de Grenoble, voir Mistral (Grenoble).
Pour les articles homonymes, voir Mistral.
 (décembre 2021).
- Si vous ne connaissez pas le sujet, laissez ce bandeau (vous pouvez alors contacter les auteurs).
- Si vous supprimez le contenu mis en cause (vous pouvez préalablement contacter les auteurs),

argumentez précisément cette suppression dans la page de discussion
(un manque de référence n'est pas un argument ; une recherche réelle de référence doit avoir été effectuée, être formellement documentée).
Le Mistral est le quartier imaginaire de Marseille dans lequel se déroule l'essentiel de l'action du feuilleton télévisé Plus belle la vie. Il serait largement inspiré du Panier, vieux quartier du centre de Marseille. Il s'agit d'un décor construit dans les studios de la Belle de Mai, à Marseille. Ce décor fait plus de 1 100 m2.
Il est centré autour de la place du Mistral, qui est représentée sous la forme d'un dessin au trait dans l'ancien logo de la série (voir l'image ci-contre).
Ses habitants sont appelés les Mistraliens et les Mistraliennes.
Parmi les lieux du quartier qui apparaissent le plus souvent à l'écran, citons :

## 03, place du Mistral (Bar du Mistral, depuis saison 1)
Fondé en 1931, c'est un café-restaurant à l'allure très surannée.
Tenu par Roland Marci, il est la place centrale du quartier. Situé sur la place du Mistral, il est le lieu de rendez-vous de la majorité des habitants du quartier. Il a une terrasse qui comporte quatre tables et en hiver des parasols chauffant. Il est également composé d'une salle, d'un bar et d'une petite cuisine avec une porte donnant sur l'arrière du café-restaurant.
Le bar a connu d'importants travaux en 2007 afin d'être mis aux normes. L'électricité est alors réalisée par Franck Ruiz.
En septembre/octobre 2020, la tranquillité du Mistral est rompu après la découverte de deux enfants cachés de Roland. Ce dernier va employer leur mère, Sophie, ce qui va créer une tension entre Thomas, Sabrina et Roland. Thomas va décider de quitter le bar puis va vendre ses parts à Léo Castelli en janvier 2021 afin de s'installer dans l'ancien salon de beauté avec Barbara.
Liste des patrons et employés :
| Personnage       | Dates                  | Rôle                              |
| ---------------- | ---------------------- | --------------------------------- |
| Agénor Marci     | 1931 - années 1940     | Fondateur, propriétaire et gérant |
| Marcel Marci     | années 1940 - 1985     | Propriétaire et gérant            |
| Simone Marci     | années 1940 - 1971     | Cuisinière                        |
| Roland Marci     | depuis les années 1960 | Propriétaire, gérant et cuisinier |
| Corinne Marci    | années 1970 - 1986     | Barmaid                           |
| Mélanie Rinato   | 1997 - 2015            | Barmaid                           |
| Thomas Marci     | 2005 - 2020            | Barman et gérant en 2013          |
| Barbara Évenot   | 2011 - 2020            | Cuisinière                        |
| Francesco Ibaldi | 2015 - 2017            | Cuisinier                         |
| Pauline Prieur   | 2015                   | Serveuse                          |
| Sabrina Gocelin  | 2016 - 2020            | Serveuse                          |
| Alison Valle     | 2017-2021 ?            | aide Cuisinière                   |
| Claire Richet    | depuis 2018            | Serveuse (extra)                  |
| Léo Castelli     | depuis 2021            | Serveur                           |

Les personnages en gras dans le tableau ci-dessus sont actuellement à l'écran et employés du Mistral.
Le Bar du Mistral est également constitué d'un étage qui a permis d'héberger quelques habitants du quartier au fil des saisons : 
Liste des habitants :
| Personnage     | Dates                     |
| -------------- | ------------------------- |
| Marcel Marci   | années 1940 - années 1960 |
| Simone Marci   | années 1940 - années 1960 |
| Roland Marci   | 1942-2008                 |
| Corinne Marci  | années 1950-1986          |
| Mireille Marci | 1961-1992                 |
| François Marci | 1962-1985                 |

Il serait inspiré par un établissement réel, qui constitue par ailleurs l'un des lieux emblématiques du quartier du Panier : le « Bar des treize coins », situé à l'angle de la place des Treize-Cantons et de la rue Sainte-Françoise, (43° 17′ 57,75″ N, 5° 21′ 59,75″ E).

## 10, place du Mistral (Hôtel Zéphyr, anciennement Sélect, puis Céleste, depuis la saison 1)
Le Select est le seul hôtel du quartier.
Il a longtemps été la propriété de Mirta Torres, qui en fût aussi la gérante, aidée par Agathe Robin de la troisième à la sixième saison. Il est vieillot mais est très apprécié par les Mistraliens pour son calme et son confort. Plusieurs personnages importants de la série y logent à l'année (comme Mirta, mais aussi dans les premières saisons Rudy Torres et Rachel Lévy, Wanda Legendre, Léo Castelli, Charles Frémont ou encore Barbara Evenot et Francesco Ibaldi). 
Après l'incendie de l'hôtel en 2014 (causé accidentellement par Mirta), Luna devient la propriétaire de l'établissement entièrement rénové et renommé Le Céleste. Un nouvel accident survient en 2021, une fuite de gaz fait exploser l'hôtel. L'hôtel est ensuite renommé le Zéphyr.
Liste des gérants et employés :
| Personnage       | Dates                        | Rôle                                                                            |
| ---------------- | ---------------------------- | ------------------------------------------------------------------------------- |
| Elena Ivanovna   | 1972 - 1977                  | Gérante et propriétaire                                                         |
| Mirta Torres     | 1972 - 2014 puis depuis 2019 | Femme de ménage puis propriétaire/gérante puis aide Luna depuis 2019 (handicap) |
| Agathe Robin     | 2006 - 2009                  | Femme de ménage puis copropriétaire                                             |
| Luna Torres      | depuis 2014                  | Propriétaire et gérante                                                         |
| Laetitia Belesta | depuis 2015                  | Femme de ménage                                                                 |

Liste des habitants :
| Personnage       | Dates                          |
| ---------------- | ------------------------------ |
| Charles Frémont  | 1950- années 1960, depuis 2011 |
| Elena Ivanova    | 1972 - 1977                    |
| Benoît Cassagne  | 1972 - 1977                    |
| Mirta Torres     | depuis 1972                    |
| Luna Torres      | 1972 - 1987, 2005, 2009 - 2010 |
| Rudy Torres      | 1987 - 2009                    |
| Rachel Lévy      | 2004 - 2009                    |
| Léo Castelli     | 2004 - 2011, depuis 2016       |
| Roland Marci     | depuis 2008                    |
| Wanda Legendre   | 2008-2016                      |
| Nathan Leserman  | 2014 - 2016                    |
| Yolande Cendré   | 2015- ?                        |
| Jocelyn Cendré ✝ | 2015-2020                      |
| Barbara Evenot   | 2015 - 2016                    |
| Francesco Ibaldi | 2015 - 2016                    |

## 05, place du Mistral: Appartement des Marci (saison 1 à 15) / appartement d'Abdel et Alison (depuis saison 17)
L'appartement où la famille Marci est installée depuis 1985 est quelconque et dispose d'un grand open space salon-cuisine. Sa décoration n'est pas tapageuse. Blanche y vit d'abord avec son mari, François Marci, et leurs deux enfants, puis après son divorce, seule avec sa fille, ensuite elle est rejointe par Franck Ruiz, et enfin leur fils Noé Ruiz. Après sa rupture avec Franck, elle y vit seule avec Noé. 
En 2011, Blanche héberge pendant quelque temps Nathan Leserman, après que celui-ci se soit disputé avec son père. En 2012, Charly Puyvalador se met en couple avec Blanche et s'installe à ses côtés, avec son fils Ulysse. Mais en février 2013, Blanche se sépare de Charly. Au cours de la dixième saison, Blanche cherche une colocataire, pour des raisons financières. Dès lors, elle vit avec sa collègue et amie Coralie Blain, jusqu'à ce que cette dernière parte pour une autre colocation dans la douzième saison. C'est avec Coralie que Blanche a décidé de refaire la décoration de l'appartement en 2016, il est modernisé avec des peintures jaune et bleu.
Blanche Marci vit ensuite en couple avec Nicolas Berger, un chirurgien de l'hopital de la Timone qui s'avère ensuite être "L'enchanteur". 
En décembre 2018, Blanche décide de s'installer chez Franck en colocation avec Noé. 
Fin 2020, la porte qui donnait anciennement chez les Marci semble donner un accès chez Abdel et Alison. Il s'agit d'un nouvel appart qui semble être le même que celui des Bommel, avec quelques rénovations. 
Liste des habitants :
| Personnage        | Dates           |
| ----------------- | --------------- |
| François Marci    | 1985-2006       |
| Blanche Dubois    | 1985 - 2018     |
| Lucas Marci       | 1987-2006       |
| Johanna Marci     | 1989-2008, 2010 |
| Franck Ruiz       | 2007-2010       |
| Noé Ruiz          | 2007 - 2018     |
| Charly Puyvalador | 2012-2013       |
| Ulysse Puyvalador | 2012            |
| Coralie Blain     | 2014 - 2016     |

## Le loft de Vincent et Ninon Chaumette (saisons 1 à 8) / l'appartement des Nebout (depuis la saison 17)
Loft très spacieux et totalement rénové dans un style très parisianiste, le domicile où Vincent Chaumette s'installe au début de la série (en 2004) est situé en hauteur et dispose d'une vue sur le quartier. Y habitent, dans un premier temps, Vincent et sa fille Ninon. Dans la quatrième saison, Vincent quitte le loft, où Ninon vit désormais avec son compagnon Benoît Cassagne et les enfants de celui-ci, Sybille et Raphaël. Après sa rupture avec Benoît, Ninon y vit seule. Il lui arrive toutefois d'héberger certaines de ses connaissances, comme Estelle Cantorel, Djawad Sangha ou Fabien Rinato. Dans la huitième saison, Ninon quitte le loft pour des raisons financières.
Depuis fin 2020, les Nebout sortent régulièrement du loft : nous pouvons comprendre que l'appartement des Nebout est maintenant placé dans ce lieu (à noter que cet appartement existe pourtant depuis 2012)

## L'appartement de Guillaume Leserman (saison 1 à 13)
Rachel Lévy y a longtemps vécu avec son époux Albert. Veuve, son propriétaire l'expulse en 2004 alors qu'elle a 75 ans. C'est un des plus petits appartements du quartier. Composé d'un salon très étroit et d'une cuisine encore plus petite, il accueille à partir de 2005 Guillaume Leserman, son fils Nathan et les compagnes successives de Guillaume : Luna Torres jusqu'à la saison 4, Charlotte Le Bihac dans la saison 5, puis Marie Bergman au début de la saison 6. Au cours de la saison 6 viennent s'y installer Adriana Paoletti, nouvelle compagne de Guillaume, et Alix, la fille d'Adriana. Après qu'Adriana décède d'un cancer, Guillaume y vit seul avec Alix, dont il est devenu le tuteur légal, avant que celle-ci ne rejoigne sa grand-mère en Italie.
Par la suite, l’appartement suit l’evolution de la vie sentimentale de Guillaume en accueillant ses conquêtes : Coralie Blain, Wendy Lesage, Helena Louvain (la mère biologique de Paul, le fils adoptif de Gabriel et Jérôme, son ex-mari) et enfin Jinan une réfugiée syrienne y séjournent successivement. 
Celle-ci souhaite que Guillaume devienne le médecin de son association accueillant des réfugiées syriennes. Dans un premier temps réticent, il finit par accepter et l’heberger, refusant qu’elle passe ses nuits à l’association. Guillaume et Jinan tombent ensuite amoureux l’un de l’autre puis se marient. Les deux quittent enfin Marseille pour partir en Syrie dans le but d’y faire de l’humanitaire. Depuis, l’appartement est inoccupé. 
Fin 2019, l'appartement est utilisé par Ninon et Estelle pour installer le dispositif d'écoute qui permet aux femmes agressées de témoigner anonymement.

## Le studio de Thomas Marci (depuis la saison 1)
Au début de la série, en 2004, ce studio est encore habité par Malik Nassri. Il devient ensuite le logement de Thomas Marci, qui le réaménage. Thomas y vit d'abord avec son compagnon Nicolas Barrel, puis avec Florian Estève. Après la mort de Florian, Thomas y vit seul, avant que Gabriel Riva ne vienne s'installer à ses côtés. À partir de décembre 2012, Paul, le fils de Gabriel vient les rejoindre. Peu de temps après, Gabriel et Thomas déménagent pour un appartement plus spacieux. Il est alors habité par Cécile Martelli, fille du propriétaire ainsi que Mélanie Rinato. Peu après Cécile quitte le Mistral et Mélanie y vit jusqu'à son mariage avec Etienne Régnier. Après que Mélanie est partie en voyage de noces, le studio est habité par Barbara Evenôt et Abdel Fedala. Le couple rompt quelques mois plus tard et Abdel y vit seul quelque temps. 
Aujourd'hui, ce studio est habité par Baptiste, le fils de Thomas et Gabriel, Emma et leur fils Mathis. 
| Personnages     | Dates       |
| --------------- | ----------- |
| Malik Nassri    | 2004        |
| Laure Fioretti  | 2004        |
| Thomas Marci    | 2005 - 2013 |
| Nicolas Barrel  | 2005 - 2007 |
| Florian Estève  | 2007 - 2010 |
| Gabriel Riva    | 2011 - 2013 |
| Cécile Matelli  | 2013 - 2014 |
| Mélanie Rinato  | 2014 - 2016 |
| Etienne Régnier | 2014 - 2016 |
| Barbara Evenôt  | 2015        |
| Abdel Fedala    | 2015 - 2018 |
| Vanessa Novak   | 2016 - 2017 |
| Baptiste Marci  | 2018 -      |
| Emma Ruiz       | 2018 -      |
| Mathis Marci    | 2018 -      |
| Camille Rimez   | 2021 -      |

## L'appartement des Cassagne (saisons 4 à 14) / l'appartement des Riva-Marci et des Ruiz (depuis saison 17)
En 2008, au cours de la quatrième saison, Benoît Cassagne achète cet appartement de deux étages (initialement habité par le général Victor Castelli, oncle de Léo décédé en 2006) pour s'y installer avec son épouse Agnès et leurs enfants, Raphaël et Sybille. Après le départ d'Agnès et l'incendie de leur appartement, Benoît et ses enfants emménagent dans le loft de Ninon Chaumette, qui devient alors la nouvelle compagne de Benoît. Une fois refait à neuf, l'appartement des Cassagne accueillera divers locataires en quelques mois (notamment Nicolas Barrel, lorsque celui-ci fait un retour inattendu au Mistral, ou encore Johanna Marci). Après sa rupture avec Ninon, Benoît revient dans l'appartement, dont il est toujours propriétaire, en compagnie de ses enfants. Ils sont rejoints quelques mois plus tard par Mélanie Rinato, la nouvelle compagne de Benoît. Après le départ de Mélanie, Benoît se retrouve seul avec ses deux enfants. Raphaël part faire ses études en Belgique et Sybille s'installe en colocation à Aix, près de sa fac, laissant l'appartement à Benoit et sa compagne Douala. Benoît partage ensuite son appartement en colocation avec l'infirmier Stéphane Prieur.
Depuis fin 2020, la fenêtre placée sur la façade de l'appartement des Cassagne semble maintenant donner sur l'appartement des Riva-Marci, voisins des Ruiz (à noter que ces appartements existent pourtant depuis 2013 pour celui des Riva-Marci et 2014 pour celui des Ruiz)
| Personnages      | Dates                 |
| ---------------- | --------------------- |
| Victor Castelli  | 2006                  |
| Agnès Revel      | 2008                  |
| Sybille Cassagne | 2008 puis 2009 - 2013 |
| Raphaël Cassagne | 2008 puis 2009 - 2011 |
| Benoît Cassagne  | 2008 puis 2009 - 2018 |
| Nicolas Barrel   | 2008 - 2009           |
| Johanna Marci    | 2008 - 2009           |
| Mélanie Rinato   | 2010 - 2012           |
| Sarah Douala     | 2013 - 2014           |
| Stéphane Prieur  | 2014 - 2018           |
| Zoé Prieur       | 2014 - 2018           |
| Pauline Prieur   | 2015                  |

| Personnages         | Dates       |
| ------------------- | ----------- |
| Thomas Riva-Marci   | 2013 - 2020 |
| Gabriel Riva-Marci  | 2013 - 2020 |
| Thérèse Riva-Marci  | 2014 - 2018 |
| Baptiste Riva-Marci | 2014 - 2018 |
| Mathis Riva-Marci   | 2017 - 2018 |
| Sophie Corcel       | 2020 -      |
| Lola Corcel         | 2020 -      |
| Kylian Corcel       | 2020 -      |

## L'appartement de Luna (depuis la saison 8)/ L'appartement de Francesco & Estelle (saison 17)
En 2012, Sacha, Luna et Jonas s'installent dans cet appartement meublé à la décoration désuète, donnant sur la place du Mistral, juste à côté du Bar.
En 2019, après l'accident de Luna, Sacha et Victoire se remettent définitivement ensemble et Sacha quitte l'appartement.
En 2021, Francesco Ibaldi et Estelle Cantorel s'installent dans cette appartement grâce à l'intervention de Anémone Vitreuil.

## L'Atelier (Saison 1 à 4) / la boutique (4 à 7) / l'institut de beauté (7 à 15) / siège politique (16 à 17) / restaurant de Barbara et Thomas (depuis saison 17)
Fondée en 1994 (dans le local d'une ancienne poissonnerie), la boutique de la place du Mistral s'appelle à l'origine « l'Atelier de Charlotte ». Charlotte Le Bihac y vend des vêtements de créateurs. Cette boutique sert également de logement à Charlotte, qui vit au début de la série dans l'appartement situé à l'étage. Une fois Charlotte partie, la boutique est reprise par Patricia Estève, en collaboration avec Luna Torres, qui travaillait déjà avec Charlotte avant son départ. Coquette et refaite à neuf, la boutique devient un magasin de produits issus du commerce équitable. Après le départ de Luna, c'est Thomas Marci qui a l'idée de reprendre la boutique avec Estelle Cantorel. Ils y vendent des vêtements et même des accessoires coquins.
En 2011, la boutique est reprise par Ève Tressere, qui la transforme en institut de beauté décoré et rénové comme un institut parisien. Il se nomme Belles du Mistral. Ève y travaille en collaboration avec Estelle Cantorel, puis elle quitte le quartier au cours de la huitième saison. Laurence, la tante de Djawad Sangha y devient esthéticienne. Après le départ de Laurence, Wendy Lesage se fait engager pour le poste d'esthéticienne.
Parmi les employés, on y trouve :
Estelle Cantorel (gérante) - Samia Nassri (Coach sportive)
Parallèlement à l'activité du salon de massage, les locaux accueillent également la salle de sport Djawad'z fitness gérée par Djawad Sangha.
le salon Belles du Mistral est géré par Estelle Cantorel, et Samia Nassri ayant quitté son emploi dans la police, propose des cours de self-défense réservés aux femmes.
Durant l'été 2019, le salon devient un concept-store baptisé "La blanchisserie" où est commercialisé de la drogue. À la suite du démantèlement du réseau de drogue, Estelle décide de ne plus exercer son activité d'esthéticienne dans le salon.
Dès 2019, il devient le siège du parti politique de Hadrien Walter (député) et de Samia Nassri (adjointe au maire), Marseille Ensemble!.
En janvier 2021, Thomas va décider de quitter le bar puis de vendre ses parts à Léo afin d'installer un restaurant avec Barbara en face du bar, au local, libre depuis le départ de Samia et Adrien.
| Activité                       | Dates            |
| ------------------------------ | ---------------- |
| Poissonnerie                   | années 50 - 1994 |
| L'Atelier de Charlotte         | 1994 - 2007      |
| Boutique de commerce équitable | 2008 - 2011      |
| Salon Belles du Mistral        | 2011 - 2019      |
| Djawad'z fitness               | 2012 - 2015      |
| Cours de self-défense          | 2017             |
| La Blanchisserie               | été 2019         |
| Siège "Marseille Ensemble!"    | 2019 - 2021      |
| Le Marci                       | 2021 -2023       |

| Personnages        | Dates                | Rôles                                |
| ------------------ | -------------------- | ------------------------------------ |
| Charlotte Le Bihac | 1994 - 2007          | Couturière, vendeuse et gérante      |
| Luna Torres        | 2006 puis 2008-2009? | Coaching puis vendeuse               |
| Patricia Estève    | 2009                 | Vendeuse                             |
| Charlotte Le Bihac | 2008-2009?           | Vendeuse                             |
| Thomas Marci       | 2008-2011            | Aide à la gérance                    |
| Estelle Cantorel   | 2008-2019            | Gérante, vendeuse puis esthéticienne |
| Eve Tressere       | 2011-?               | gérante                              |
| Laurence           |                      |                                      |
| Djawad Sangha      | 2009-2017            | Habitant puis Coach Sportif          |
| Wendy Lessage      | 2013-2018            | esthéticienne                        |
| Samia Nassri       | 2019-2020            | Bénévole                             |
| Shine et Max       | 2019                 | Blanchisseur                         |
| Adrien et Samia    | 2019-2020            |                                      |
| Thomas             | 2021-2023            | Gérant, Serveur                      |
| Barbara            | 2021-2023            | Gérante, Cuisinière                  |
| Gabriel            | 2021                 | Aide serveur                         |
| Fanny              | 2021-                | Serveuse                             |

## L'Épicerie (saison 1) / Le bureau d'Alice (saison 2) / Le cabinet médical (saisons 2 à 13) / Le cabinet d’avocats de Céline (saisons 14 à 15) / Agence O2 (saisons 15 à 17) /Cabinet de Romain et Estelle (saisons 17 à 18)
Assez petit, ce local appartient à la Mairie. Il est tout d'abord une épicerie (en 2004) tenue par Antoine, le cousin de Julien, Juliette et Céline Frémont : "Le Marché d'Antoine".
En décembre 2005, Alice Jouvenin y ouvre un centre pour femmes en détresse, siège de l'association "Rebonds", ce qui ne plaît guère à Mirta Torres, tenancière de l'hôtel Select juste à côté. 
Agrandi en mars 2006, le local devient le cabinet du médecin de quartier, occupé par le docteur Guillaume Leserman et accueillera plusieurs autres médecins qui le remplaceront momentanément au cours des différentes saisons lorsque celui-ci partira en missions humanitaires. Ce cabinet est constitué d'une salle d'attente, séparée de la salle de consultation par une porte vitrée en bois. Dans la saison 3, le bureau de la secrétaire Aude Estavar est installé au sein-même de la salle d'attente. À partir de la saison 10, Guillaume partage son cabinet avec la psychologue Caroline Fava. 
Depuis la saison 13 à la suite du départ de Guillaume, Céline y installe son cabinet d’avocats en collaboration avec Abdel Fedala.
En 2019, le local devient une Agence O2.
| Activité                         | Dates     |
| -------------------------------- | --------- |
| La superette de la place         | ?-2004    |
| Le marché d'Antoine              | 2004-2005 |
| Siège de l'association "Rebonds" | 2005-2006 |
| Cabinet médical                  | 2006-2017 |
| Cabinet de psychologie           | 2014-2015 |
| Cabinet d'avocats                | 2017-2019 |
| Agence O2                        | 2019-2020 |
| Cabinet médical et esthétique    | 2021-2023 |

| Personnages        | Dates     | Rôles                       |
| ------------------ | --------- | --------------------------- |
| Antoine Frémont    | 2004-2005 | Gérant de l'épicerie        |
| Alice Jouvenin     | 2005-2006 | Gérante du centre "Rebonds" |
| Guillaume Leserman | 2006-2017 | Médecin généraliste         |
| Aude Estavar       | 2006      | Secrétaire                  |
| Michel Tautavel    | 2007      | Médecin remplaçant          |
| Alexandre Thévenin | 2007-2008 | Médecin remplaçant          |
| Caroline Fava      | 2014-2015 | Psychologue                 |
| Céline Frémont     | 2017-2019 | Avocate                     |
| Abdel Fedala       | 2017-2019 | Avocat                      |
| ?                  | 2019-2020 | Agence O2                   |
| Estelle Cantorel   | 2021-2023 | Esthéticienne               |
| Romain Vidal       | 2021-2023 | Médecin généraliste         |

## Anecdotes
- L'office de tourisme et les habitants de Marseille sont souvent questionnés par de nombreuses personnes (ne sachant pas que le quartier est fictif) afin de savoir où se trouve le Mistral[réf. nécessaire].